# Bill Brown (giocatore di football americano)
William Dorsey Brown, detto Bill (Mendota, 29 giugno 1938 – Edina, 4 novembre 2018), è stato un giocatore di football americano statunitense, soprannominato "Boom-Boom" per il suo violento e scorbutico stile di corsa, dopo aver militato tra le file dell'Illinois Fighting Illini, giocò nella sua prima stagione da professionista per i Chicago Bears quindi passò ai Minnesota Vikings dove trascorse tutto il resto della sua carriera.
Brown ha impersonificato la tempra rude e vigorosa degli uomini del nord, tanto che fu professionista per ben 14 stagioni pur giocando in un ruolo come quello del runningback, il più delicato dal punto di vista fisico, che mette a dura prova le articolazioni e più in generale la tenuta fisica del proprio corpo. È il suocero di Rich Gannon, ex-quarterback di Vikings, Redskins, Chiefs ed Raiders.

## Carriera da professionista
Scelto dai Bears (dove fu schierato come kick returner, ruolo ricoperto anche nel primo anno a Minnesota) nel secondo giro del Draft NFL 1961, fu in seguito scambiato il successivo anno con i Minnesota Vikings in cambio di una scelta nel quarto round del Draft NFL 1964 e tale operazione può senza dubbio considerarsi una delle migliori nella storia dei Vikings. Difatti detiene numerosi record della franchigia, dal numero di partite disputate da un RB (182), al numero di partite consecutive disputate da un RB (101) passando per il maggior numero di partite disputate dall'inizio da un RB (111). È inoltre al quarto posto per yards corse in carriera (5.757) dietro Adrian Peterson (8.849), Robert Smith (6.818) e Chuck Foreman (5.887). Il 1964 fu la sua migliore stagione con 48 ricezioni per 703 metri, una media 14,6 metri, e 9 touchdown su ricezione. Brown prese parte anche alla finale del campionato NFL 1969, dove fu schierato nella formazione titolare e guadagnò 43 yard su corsa senza però segnare alcun punto. Da segnalare come prestigioso riconoscimento della sua professionalità, la partecipazioni a ben 4 edizioni del Pro Bowl (1964, 1965, 1967, 1968).

## Palmarès

### Franchigia
- Campionato NFL: 1

Minnesota Vikings: 1969
- National Football Conference Championship: 2

Minnesota Vikings: 1973, 1974

### Individuale
- Convocazioni al Pro Bowl: 4

1964, 1965, 1967, 1968
- First-team All-Pro: 1

1968
- Second-team All-Pro: 2

1964, 1965
- Minnesota Vikings Ring of Honor (Classe del 2004)
- Squadra ideale del 25º anniversario dei Minnesota Vikings
- Squadra ideale del 40º anniversario dei Minnesota Vikings
- I 50 più grandi Vikings

## Statistiche
Fonte: NFL.com
|        |                   | Corse | Corse | Corse | Corse | Corse | Corse | Corse | Ricezioni | Ricezioni | Ricezioni | Ricezioni | Fumble | Fumble |
| Anno   | Squadra           | P     | Ten   | Yard  | Media | Max   | TD    | Ric   | Yard      | Media     | Max       | TD        | Fum    | Persi  |
| ------ | ----------------- | ----- | ----- | ----- | ----- | ----- | ----- | ----- | --------- | --------- | --------- | --------- | ------ | ------ |
| 1961   | Chicago Bears     | 14    | 22    | 81    | 3,7   | --    | 0     | 2     | 6         | 3,0       | --        | 0         | --     | --     |
| 1962   | Minnesota Vikings | 14    | 34    | 103   | 3,0   | --    | 0     | 10    | 124       | 12,4      | --        | 1         | --     | --     |
| 1963   | Minnesota Vikings | 14    | 128   | 445   | 3,5   | --    | 5     | 17    | 109       | 6,4       | --        | 2         | --     | --     |
| 1964   | Minnesota Vikings | 14    | 226   | 866   | 3,8   | --    | 7     | 48    | 703       | 14,6      | --        | 9         | --     | --     |
| 1965   | Minnesota Vikings | 14    | 160   | 699   | 4,4   | --    | 6     | 41    | 503       | 12,3      | --        | 1         | --     | --     |
| 1966   | Minnesota Vikings | 14    | 251   | 829   | 3,3   | --    | 6     | 37    | 359       | 9,7       | --        | 0         | --     | --     |
| 1967   | Minnesota Vikings | 14    | 185   | 610   | 3,3   | --    | 5     | 22    | 263       | 12,0      | --        | 0         | --     | --     |
| 1968   | Minnesota Vikings | 14    | 222   | 805   | 3,6   | --    | 11    | 31    | 329       | 10,6      | --        | 3         | --     | --     |
| 1969   | Minnesota Vikings | 12    | 126   | 430   | 3,4   | --    | 3     | 21    | 183       | 8,7       | --        | 0         | --     | --     |
| 1970   | Minnesota Vikings | 14    | 101   | 324   | 3,2   | --    | 0     | 15    | 149       | 9,9       | --        | 2         | --     | --     |
| 1971   | Minnesota Vikings | 14    | 46    | 136   | 3,0   | --    | 2     | 10    | 94        | 9,4       | --        | 0         | --     | --     |
| 1972   | Minnesota Vikings | 14    | 82    | 263   | 3,2   | --    | 4     | 22    | 298       | 13,5      | --        | 4         | --     | --     |
| 1973   | Minnesota Vikings | 14    | 47    | 206   | 4,4   | --    | 3     | 5     | 22        | 4,4       | --        | 1         | --     | --     |
| 1974   | Minnesota Vikings | 14    | 19    | 41    | 2,2   | --    | 0     | 5     | 41        | 8,2       | --        | 0         | --     | --     |
| Totale | Totale            | 194   | 1 649 | 5 838 | 3,5   | 0     | 52    | 286   | 3 183     | 11,1      | 0         | 23        | 0      | 0      |